# Кулпытас

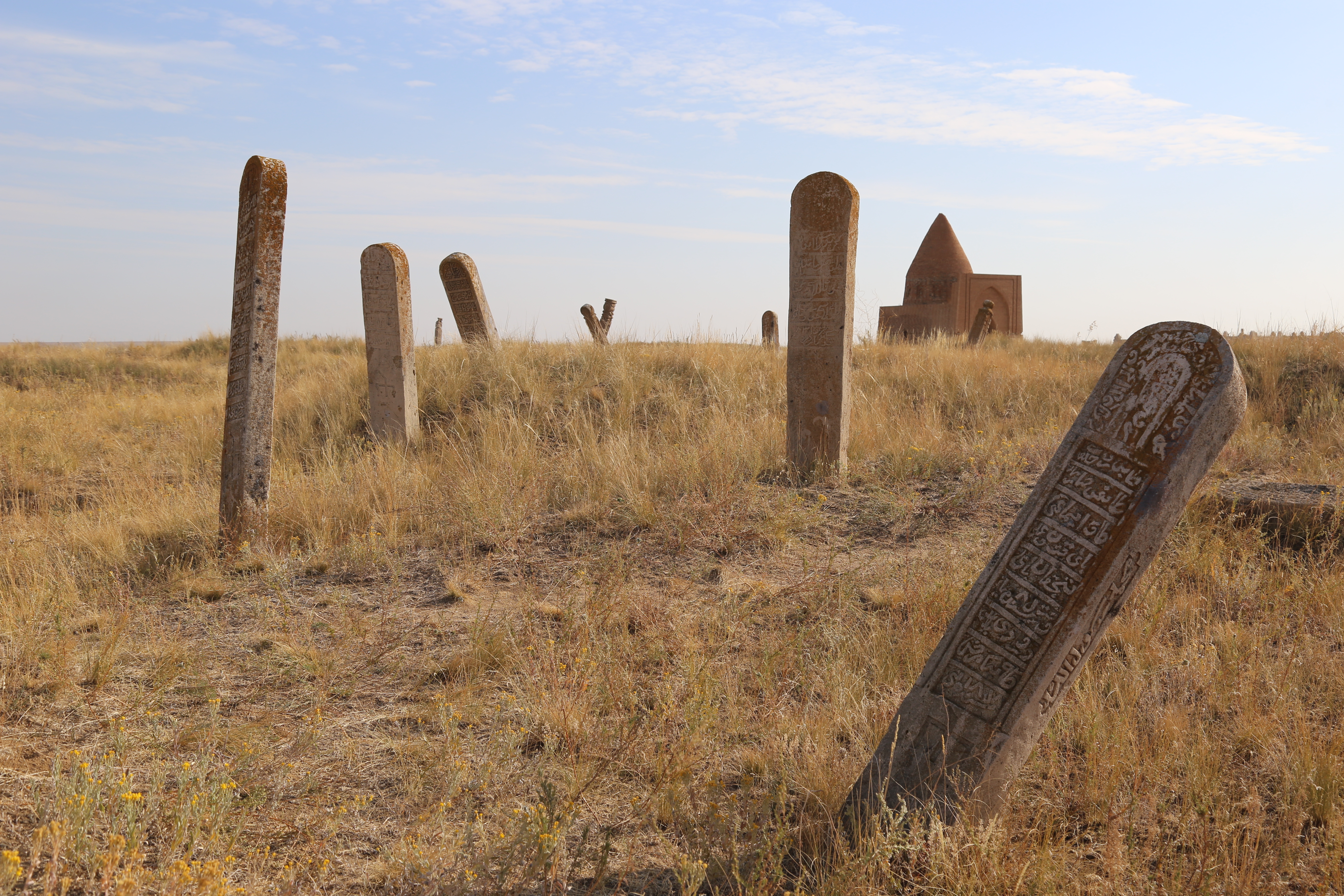
Кулпытасы на некрополе Абат-Байтак

Кулпытас (каз. құлпытас) — тип исторических надгробных памятников в Западном Казахстане, стела в виде плиты или столба с четырьмя или восемью гранями. Высота кулпытаса меняется от 70 см до 3,7 м.

## Размещение
Кулпытас как правило устанавливался либо сам по себе, либо с западной стороны собственно могилы (надмогильной насыпи, койтаса, сандыктаса). Кулпытасы также встречаются как внутри, так и снаружи мавзолеев и саганатамов.

## Конструкция

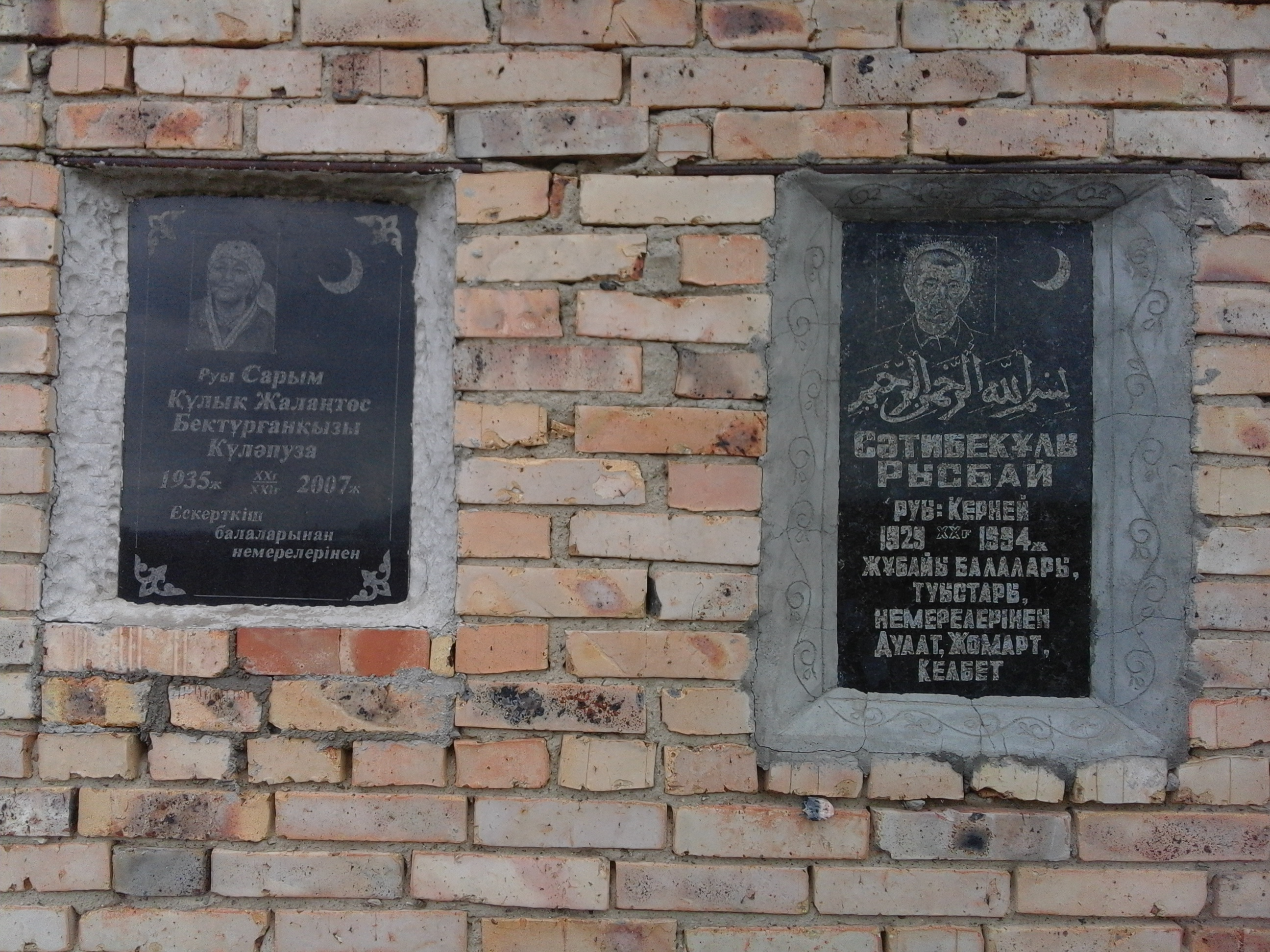
Встроенные кулпытасы 1990-2000-х годов, Шетский район Карагандинской области

Кулпытас обычно изготавливался из цельного камня, хотя изредка верхняя часть включала нескольких каменных блоков, скреплённых деревянными штырями. Форма кулпытасов разнообразна:
- плиты, слегка расширяющиеся снизу-вверх с округлым или треугольным завершением;
- столбы, завершающиеся шаром;
- столбы со сложным завершением из многих элементов и т. д.

Типичный орнамент — растительный (вьющийся стебель), используются также геометрические узоры — круги, ромбы, треугольники, сердцеобразные и мандалообразные знаки, вихревые розетки. На стволах кулпытасов часто высечены изображения бытовых предметов, животных и оружия (сабель, кинжалов, пик, ножей).
Классификация кулпытасов по форме пока не установилась. М. М. Мендикулов предлагает деление на три группы:
1. стелы с шаровидным или шлемовидным навершием, членением боковых поверхностей и многочисленными надписями;
2. стелы с простой формой ствола, геометрическим навершием и плоским рельефом резбы;
3. стелы крупного размера со сложной формой верхней части.

С. Е. Ажигали выделяет пять типов:
1. слабообработанные блоки;
2. «классические» кулпытасы;
3. надгробия в виде буквы «ферт» (Ф) («стелоферты»);
4. антропоморфные кулпытасы;
5. уникумы.

## История и происхождение
Точная датировка ранних кулпытасов неизвестна, так как древнейшие из них сильно разрушены; традицию их установки относят ко 2-й половине XIV века.
Происхождение кулпытасов — предмет научных споров:
- многие учёные прослеживают древнетюркское происхождение: «регрессивное явление от скульптуры каменных баб к простому каменному столбу с шишкой на верху» (И. А. Кастанье). Мнение разделют В. А. Мустафин, Т. К. Басенов, М. М. Мендикулов и Б. А. Ибраев;
- А. Г. Медоева предполагает, что кулпытасы произошли от оленных камней и менгиров;
- С. Е. Ажигали принадлежит гипотеза о близости кулпытасов к деревянным культовым столбам-коновязям.